# Parigi-Bruxelles 1930
La Parigi-Bruxelles 1930, ventiduesima edizione della corsa, si svolse il 25 maggio 1930 su un percorso di 366 km, con partenza da Parigi e arrivo a Bruxelles. Fu vinta dal belga Ernest Mottard della Genial Lucifer-Hutchinson davanti ai suoi connazionali Jef Demuysere e Leander Ghyssels.

## Ordine d'arrivo (Top 10)
| Pos. | Corridore         | Squadra                   | Tempo |
| ---- | ----------------- | ------------------------- | ----- |
| 1    | Ernest Mottard    | Genial Lucifer-Hutchinson |       |
| 2    | Jef Demuysere     | Genial Lucifer-Hutchinson |       |
| 3    | Leander Ghyssels  | Dilecta-Wolber            |       |
| 4    | Hector Van Rossem | Alcyon-Dunlop             |       |
| 5    | Gaston Rebry      | Alcyon-Dunlop             |       |
| 6    | Jan Wauters       | Daring                    |       |
| 7    | Jan Debusschere   | La Nordiste               |       |
| 8    | Jean Aerts        | Fontan                    |       |
| 9    | Emile Joly        | Genial Lucifer-Hutchinson |       |
| 10   | Emiel Decroix     |                           |       |